# Wyścig Szlakiem Bursztynowym 2013
28. edycja kolarskiego Wyścigu Szlakiem Bursztynowym odbyła się od 12 do 14 kwietnia 2013 roku. Wyścig liczył 4 etapy, o łącznym dystansie 428 km. Wyścig figuruje w kalendarzu BGŻ ProLiga 2013, będąc drugim wyścigiem tego cyklu.

## Uczestnicy
Lista drużyn uczestniczących w wyścigu:
| Kod | Zespół                       |
| --- | ---------------------------- |
| CCC | CCC Polsat Polkowice         |
| BGZ | Bank BGŻ Team                |
| BDC | BDC-MarcPol Team             |
| CLG | TC Chrobry Lasocki Głogów    |
| LAS | Las Vegas Power Energy Drink |
| WIB | Team Wibatech-Brzeg          |
|     | KS Pogoń Mostostal Puławy    |
|     | GKS Cartusia Kartuzy         |
|     | UKS Sokół Kęty               |
|     | SMKK Bolmet Trek Legnica     |

| Kod | Drużyna                           |
| --- | --------------------------------- |
|     | KK Legia 1928                     |
|     | Warmińsko-Mazurski KS             |
|     | MGLKS Błękitni Mexller Koziegłowy |
|     | KLTC Konin                        |
|     | De Jonge Renner                   |
|     | SC DHFK Leipzig                   |
|     | Teams UR Krostitzer Univega       |
| ADP | ASC Dukla Praha                   |
|     | TJ Favorit Brno                   |
| SKC | SKC Tufo-Prostejov                |

## Etapy
| Etap | Data        | Start – Meta               | km  | Typ    | Zwycięzca etapu     | Lider             |
| ---- | ----------- | -------------------------- | --- | ------ | ------------------- | ----------------- |
| 1.   | 12 kwietnia | Warta – Warta              | 165 | Płaski | Grzegorz Stępniak   | Grzegorz Stępniak |
| 2.   | 13 kwietnia | Opatówek – Opatówek        | 14  | ITT    | Jarosław Marycz     | Jarosław Marycz   |
| 3.   | 13 kwietnia | Kalisz – Kazimierz Biskupi | 113 | Płaski | Grzegorz Stępniak   | Jarosław Marycz   |
| 4.   | 14 kwietnia | Ostrzeszów – Kalisz        | 136 | Płaski | Bartłomiej Matysiak | Jarosław Marycz   |

## Klasyfikacja generalna
| M-ce | Imię i nazwisko          | Kraj   | Drużyna              | Czas       |
| ---- | ------------------------ | ------ | -------------------- | ---------- |
| 1.   | Jarosław Marycz          | Polska | CCC Polsat Polkowice | 9h 51' 57" |
| 2.   | Mateusz Taciak           | Polska | CCC Polsat Polkowice | + 6"       |
| 3.   | Marek Rutkiewicz         | Polska | CCC Polsat Polkowice | + 21"      |
| 4.   | Przemysław Kasperkiewicz | Polska | De Jonge Renner      | + 36"      |
| 5.   | Grzegorz Stępniak        | Polska | CCC Polsat Polkowice | + 40"      |
| 6.   | Łukasz Bodnar            | Polska | Bank BGŻ Team        | + 45"      |
| 7.   | Piotr Gawroński          | Polska | CCC Polsat Polkowice | + 54"      |
| 8.   | Marcin Wolski            | Polska | Team Wibatech-Brzeg  | + 1' 02"   |
| 9.   | Dariusz Batek            | Polska | Bank BGŻ Team        | + 1' 16"   |
| 10.  | Łukasz Owsian            | Polska | CCC Polsat Polkowice | + 1' 17"   |